# Весёлый (Орловский район)
Веселый — хутор в Орловском районе Ростовской области.
Входит в состав Островянского сельского поселения.

## География

### Улицы
| - пер. Восточный, - пер. Комсомольский, - пер. Кооперативный, - пер. Молодёжный, - пер. Северный, | - ул. Победы, - ул. Советская, - ул. Степная. |

## Население
Динамика численности населения
| 2002 |
| ---- |
| 385  |

| 2010 |
| ---- |
| 362  |

## Достопримечательности
Территория Ростовской области была заселена ещё в эпоху неолита. Люди, живущие на древних стоянках и поселениях у рек, занимались в основном собирательством и рыболовством. Степь для скотоводов всех времён была бескрайним пастбищем для домашнего рогатого скота. От тех времен осталось множество курганов с захоронениями жителей этих мест. Курганы и курганные группы находятся на государственной охране.
Поблизости от территории хутора Веселовский Орловского района расположено несколько достопримечательностей — памятников археологии. Они охраняются в соответствии с Федеральным законом от 25.06.2002 N 73-ФЗ «Об объектах культурного наследия (памятниках истории и культуры) народов Российской Федерации», Областным законом от 22.10.2004 N 178-ЗС «Об объектах культурного наследия (памятниках истории и культуры) в Ростовской области», Постановлением Главы администрации РО от 21.02.97 N 51 о принятии на государственную охрану памятников истории и культуры Ростовской области и мерах по их охране и др.
- Курганная группа «Веселовский III» из 4 курганов. Находится на расстоянии около 1,5 км к северо-западу от хутора Веселого.
- Курганная группа «Веселовский IV» из трех курганов. Находится на расстоянии около 1,5 км к западу от хутора Веселого.
- Курган «Веселовский V». Находится на расстоянии около 2,6 км к западу от хутора Веселого.
- Курган «Веселовский VI». Находится на расстоянии около 6,2 км к юго-западу от хутора Веселого.
- Курганная группа «Веселовский VII» (7 курганов). Находится на расстоянии около 3,0 км к юго-востоку от хутора Веселого.
- Курганная группа «Веселовский VIII» (6 курганов). Находится на расстоянии около 0,5 км к северо-западу от хутора Веселого[4].